# Echinopsis chamaecereus
Echinopsis chamaecereus je jihoamerický drobný plazivý cereus tvořící trsy. Je známější pod starším názvem Chamaecereus silvestrii. Patří mezi nekaktusáři k často pěstovaným kaktusům.

## Taxonomie
Druh původně patřil do velkorodu Cereus. Při velké revizi kaktusů v roce 1922 Britton & Rose pro něj ustanovili monotypický rod Chamaecereus. V současnosti je řazen do velkorodu Echinopsis. Protože zde již jeden druh se jménem silvestrii existoval, bylo použito nové druhové jméno chamaecereus. V zahraničí je znám též pod názvem Peanut Cactus, burákový kaktus.

## Výskyt
Naleziště se nachází v horských oblastech Severní Argentiny, v provinciích Salta a Tucuman. Nově jsou hlášeny nálezy z přilehlých oblastí Bolívie. Zde roste v kamenitém, křovinami mírně krytém terénu až do výšek 4000 m n. m. Podnebí je tropické, kontinentální, vysokohorské. V létě je zde intenzivní ozáření, denní teploty nepřesahují 30 °C, noční klesají k bodu mrazu. I bohaté srážky po kamenitém terénu rychle odtekou. V zimě je zde zcela sucho, s teplotami hluboko pod bod mrazu. Rostliny v přírodě nejsou vzhledem tak jednotné, jako u nás dlouhým vegetativním množením vypěstované linie. V oblasti se vyskytují další vysokohorské kaktusy jako Rebutia, Lobivia, Echinopsis, Oreocereus, Trichocereus.

## Popis
Chamaecerus tvoří přízemní trsy podlouhlých, mírně konických článků. Pokožka je světle zelená až bronzově zbarvená na plném slunci. Jednotlivé články jsou až 10 cm dlouhé, při průměru do 1,5 cm. Nesou 6 až 9 plochých žeber rozdělených do hrbolků. Plstnaté areoly nesou 10 až 15 kratičkých, přiléhavých, světlých, jemných trnů a někdy jeden silnější, odstávající, centrální. Poupata se objevují na svrchní části poléhavého stonku. Nesou šupiny a zpočátku jsou zahalena hustou vlnou. Květy jsou až 4 cm velké, trychtýřovité, šarlatově červené. Nitky jsou načervenalé, prašníky žluté, blizna víceklanná, žlutavá. Kořeny jsou jemné, svazčité.

## Hybridizace
Echinopsis chamaecereus byl často hybridizován s dalšími druhy lobivií a echinopsisů. Získané hybridy mohou mít shodný, drobný stonek s původním chamaecerusem, ale mnohdy se vyznačují mohutnějším stonkem, často se vzpřímeným, s věncem odnoží při bázi. Květy mají rozličné barvy od světle žluté až po fialovou. Takové rostliny s poupaty jsou poměrně často nabízeny v květinářstvích v supermarketech. Bývají označovány i názvem Chamaelobivia. Mnohdy se nabízí též bezchlorofylová, světle žlutá až oranžovožlutá forma. Je vždy roubovaná na zelenou podnož, obvykle trojboký Hylocereus, která poskytuje roubu, který nemůže asimilovat, výživu. Tyto bezchlorofylové formy jsou jen krátkověké.
Vytváření nových hybridů se věnoval také A. V Frič. Ke křížení používal i severoamerické echinocereusy. Při opylování kříženců navíc používal ozařování UV lampou, nebo radiem. Své hybridy nazýval Pragochamaecerus a Pragolobivia. Některé výpěstky byly chimérami, vytvářely dva rozličné typy květů po obou rodičích. Kříženci s Echinopsis grandiflorus (Helianthocereus) byly nazvány A. V. Fričem jako Chamaecereus grandiflorus.

## Pěstování
Echinopsis chamaecereus je kaktus mimořádně odolný k pěstitelským chybám a snadno se množící odnožemi. Díky tomu se stal široce pěstovaným. Přes léto je vhodné umístění ve volné kultuře, na balkoně, v zahradě. Místo má být na slunci pro dobré kvetení. Zálivka má být bohatší (v rámci kaktusů) a doporučuje se přihnojování, zejména fosforem.
Přezimování zcela suché, rostliny se mohou i hodně svraštit. Zavadlé rostliny jsou mrazuvzdorné, ale vhodnější je přezimovat při 5 až 10 °C. Chladné a suché přezimování je podmínkou pro bohatou násadou květů. Jako kaktus s jemnou pokožkou je často napadán sviluškami. Množí se snadno odnožemi, které mají být aspoň 1,5 cm velké.

## Galerie

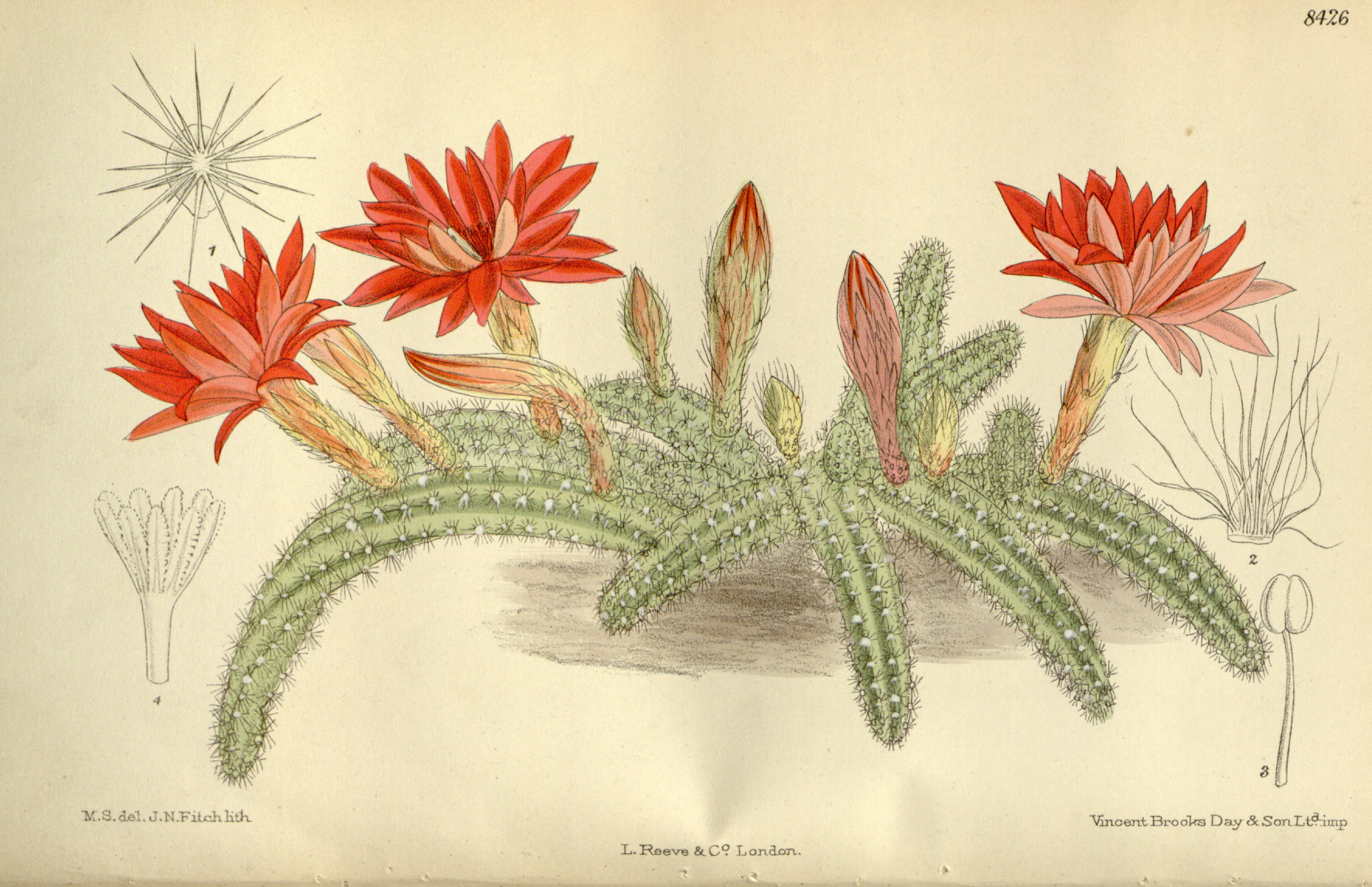
Kresba z roku 1912.
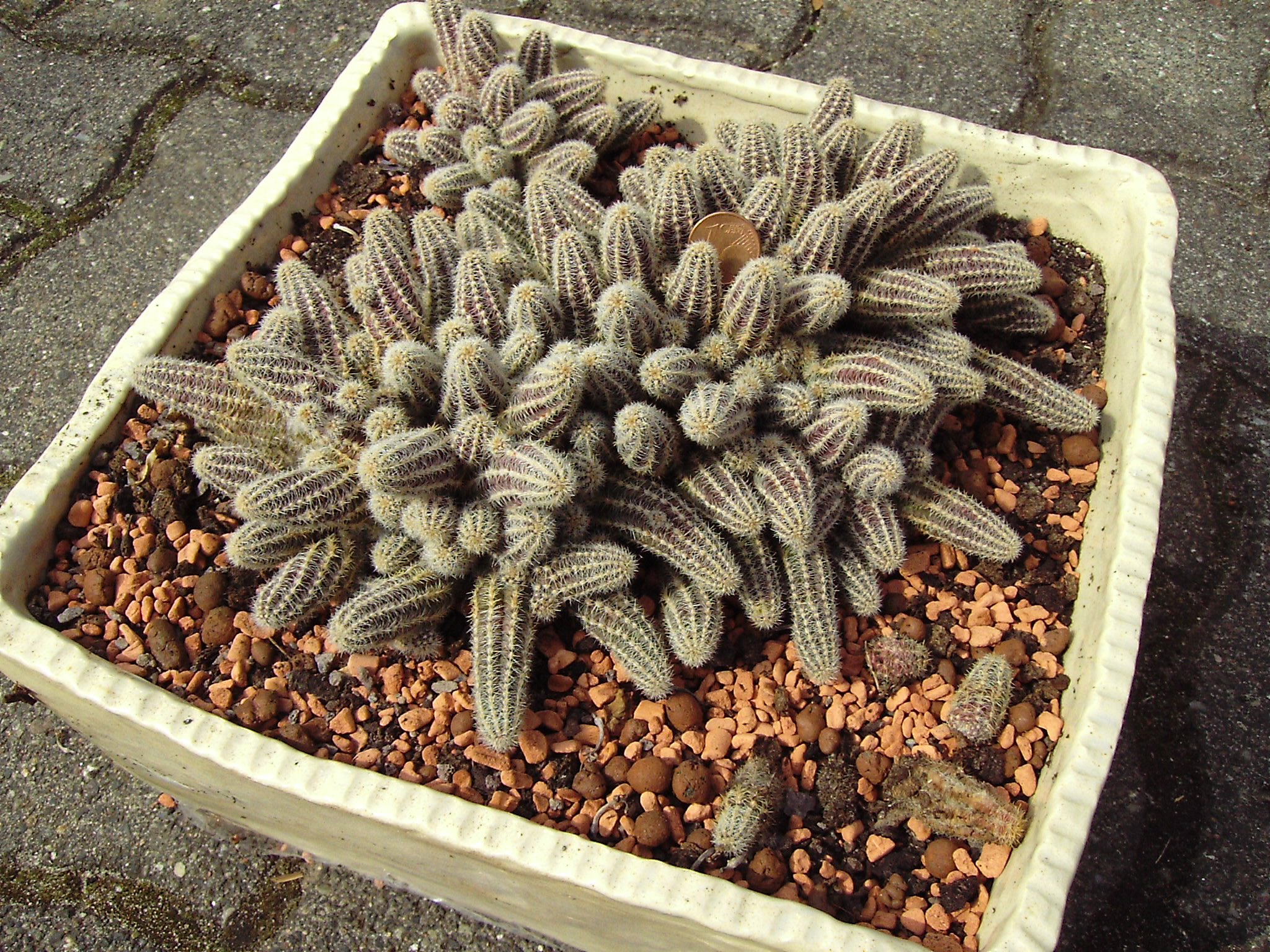
Klidové stádium, mírně zavadlé stonky.
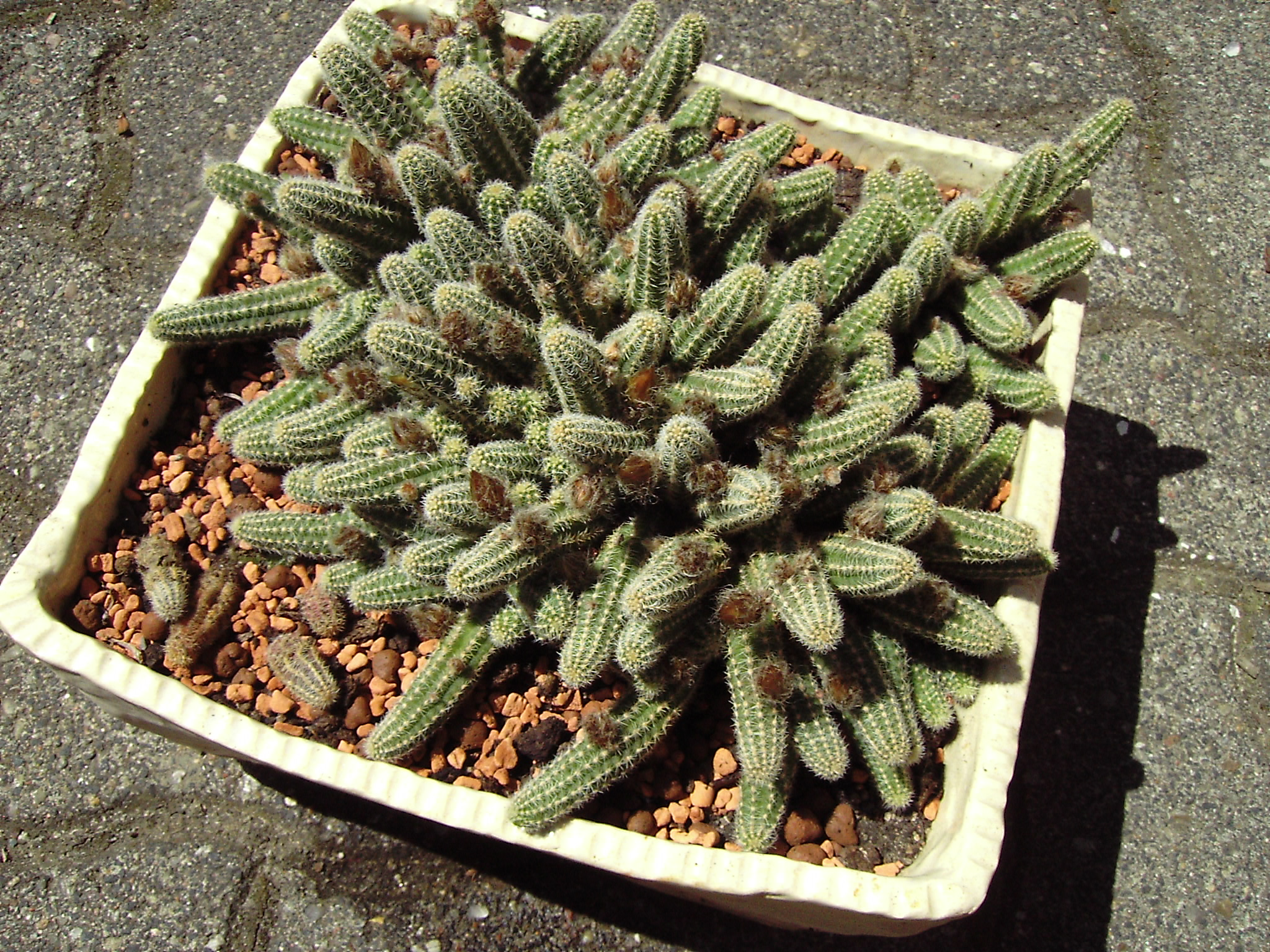
Růstové stadium s poupaty.
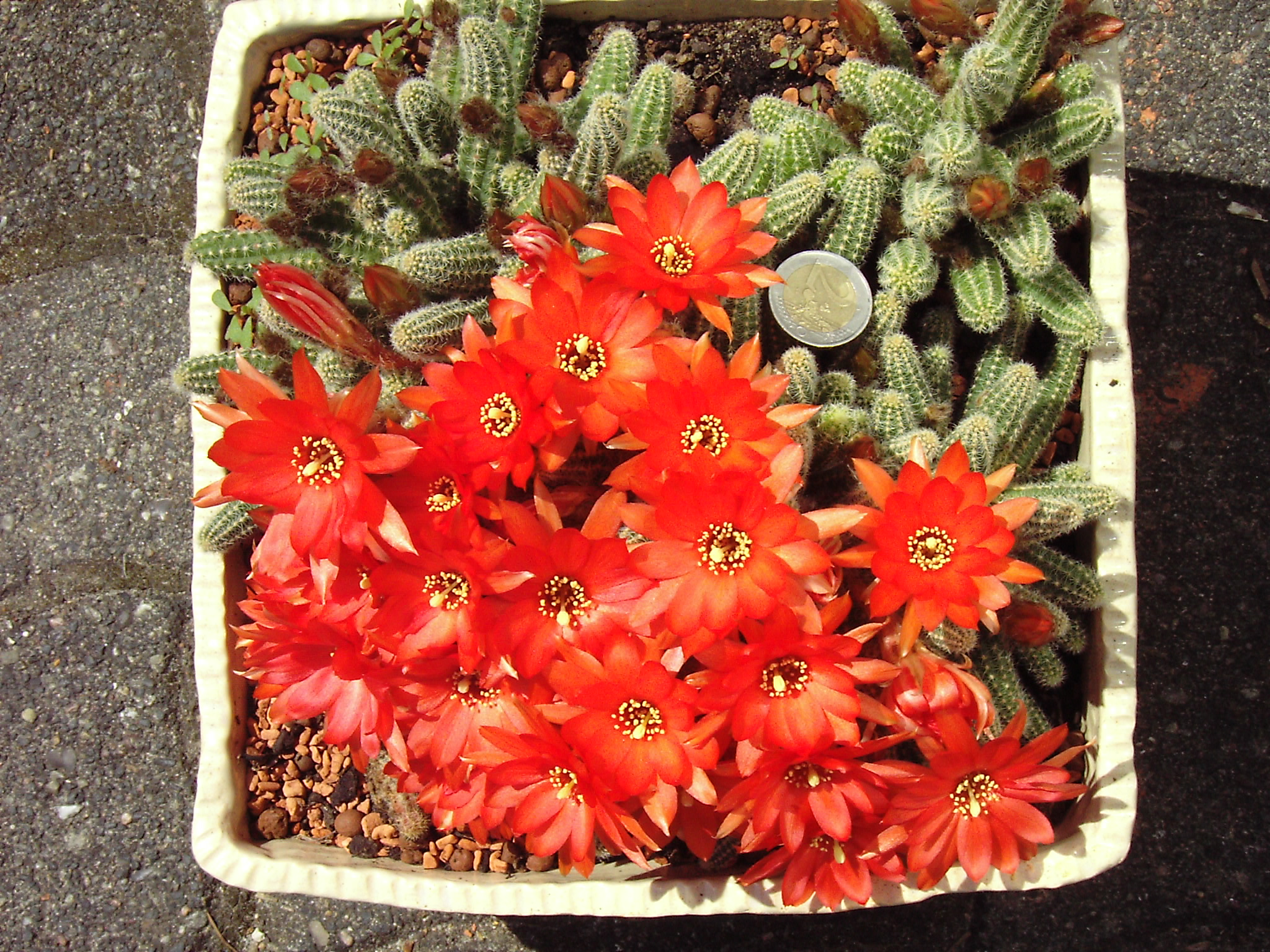
Fáze kvetení.
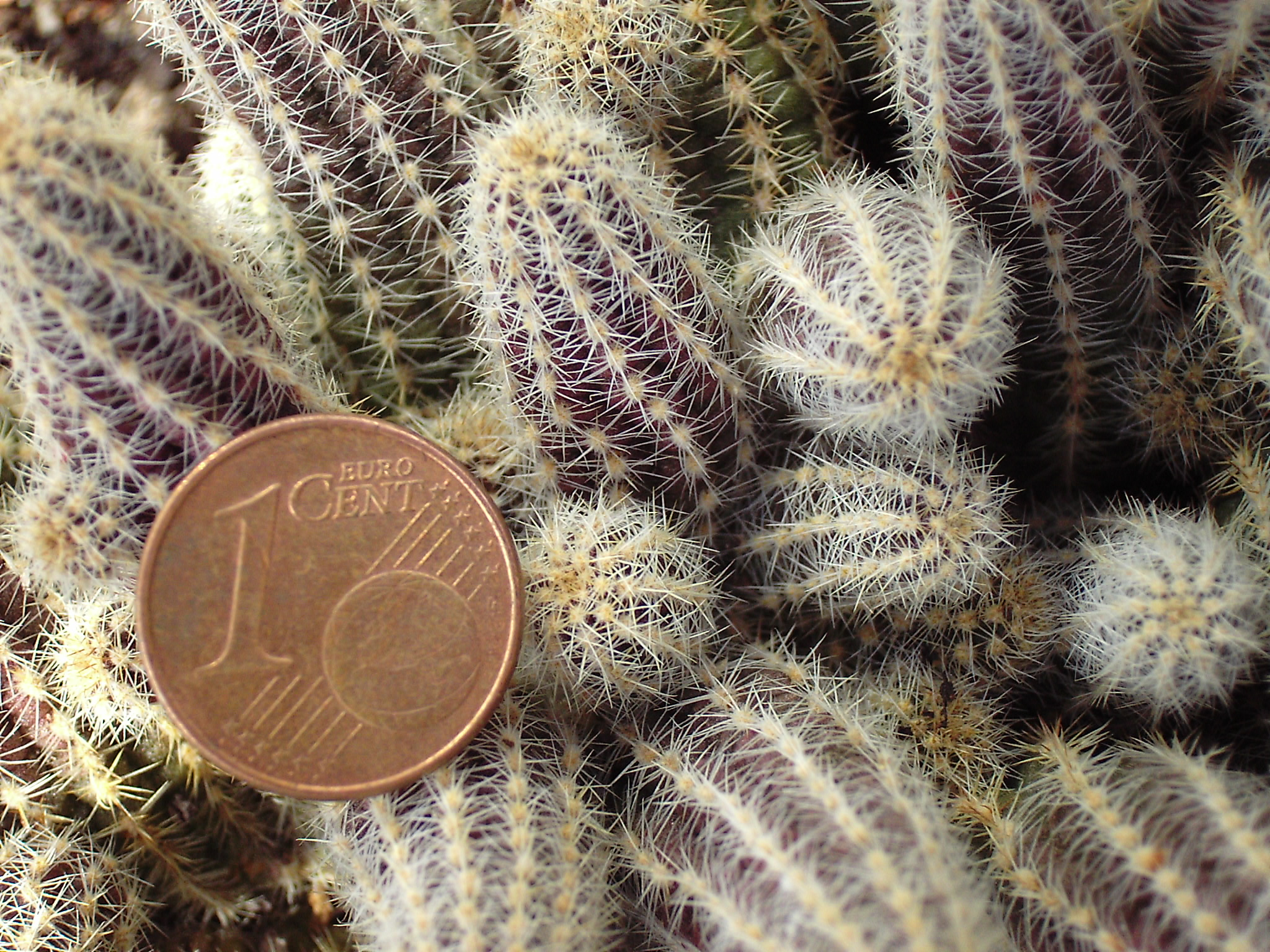
Detail stonku.
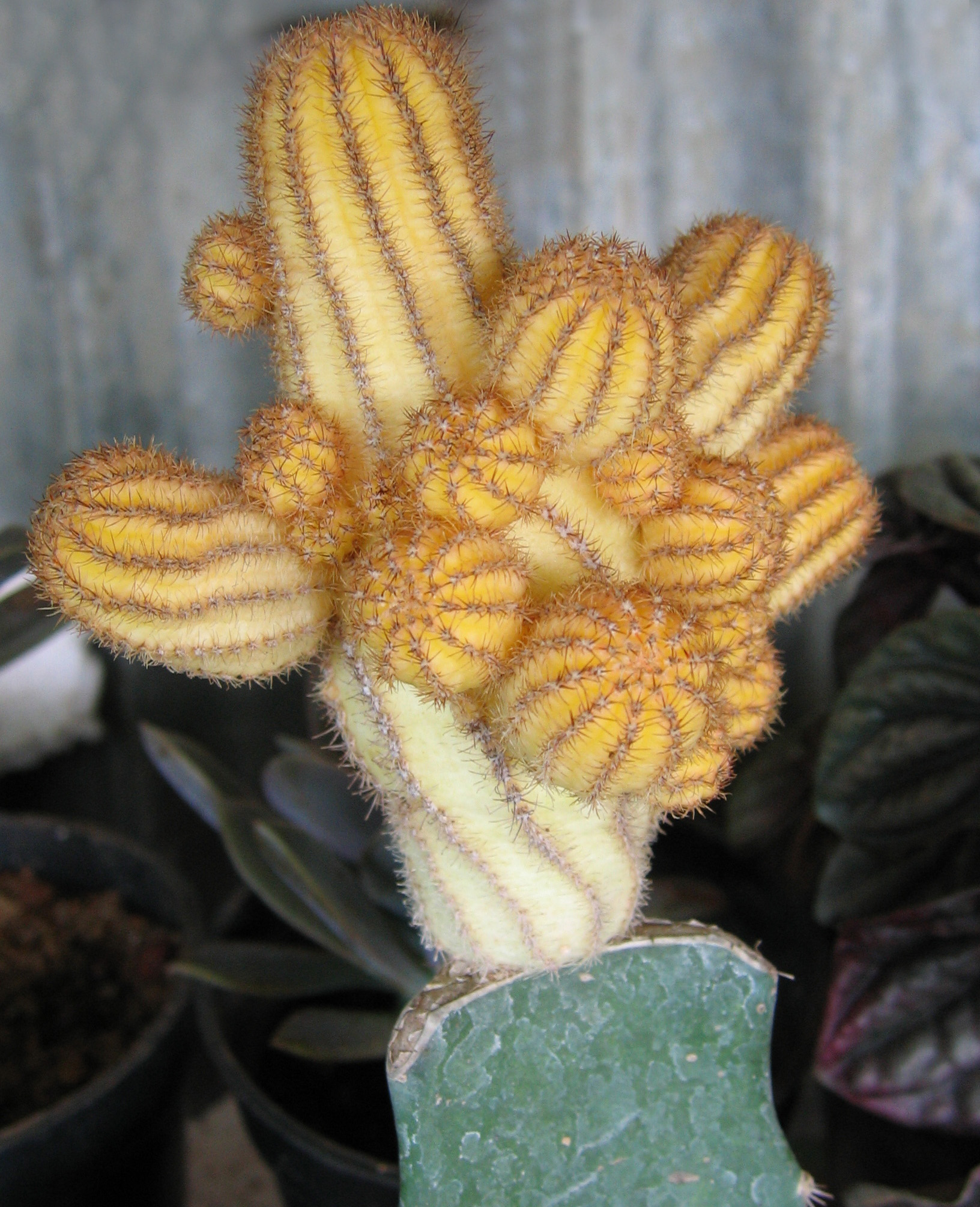
Bezchlorofylová žlutá forma na podnoži.
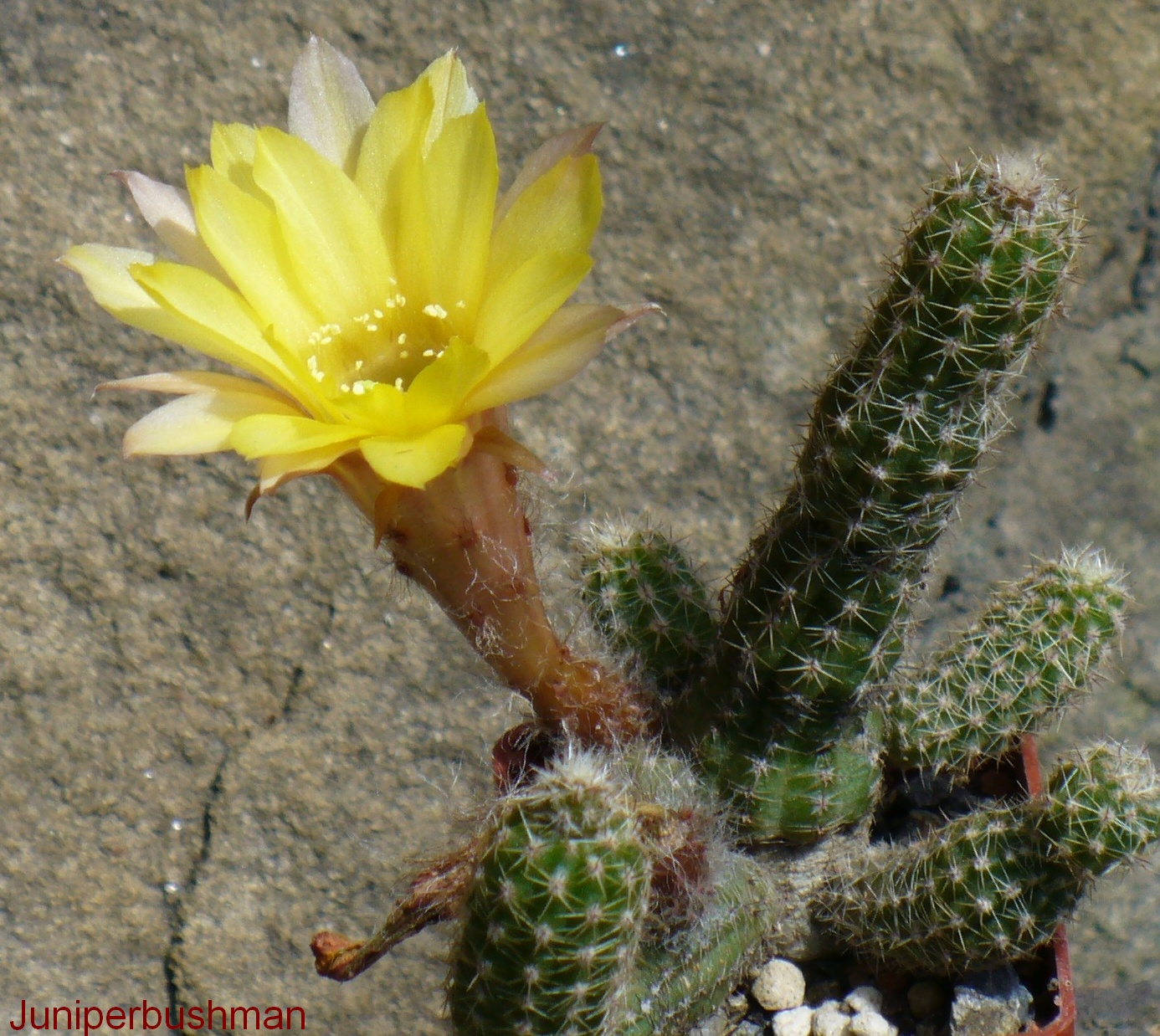
Žlutokvětý kultivar.